# バーンズ連
バーンズ連（バーンズれん、Burns stanza または Scottish stanza, six-line stave）、スコットランドの詩人ロバート・バーンズの名に由来する詩形。しかし、発明したのはバーンズではなく、バーンズが使う前にはハビー・シンプソン（1550年 - 1620年）の名にちなんだstandard HabbieまたはHabbie stanzaとして知られていた。

## 歴史
バーンズ連で書かれた詩で、有名な最初のものはRobert Sempill the youngerの『Lament for Habbie Simpson』（1640年頃）である。18世紀になって、ロバート・ファーガソン（Robert Fergusson）やロバート・バーンズといったスコットランド低地語の詩人たちによって、さらにそれ以降の詩人たちによって、バーンズ連は頻繁に使われた。その中でもバーンズ連で書かれた有名な詩は、バーンズの『To a Louse』、『Address to the Deil』、『Death and Doctor Hornbook』などである。

## 構造
バーンズ連は6行から成り、その押韻構成は「aaabab」である。「a」の行は四歩格、「b」の行は二歩格になる。2番目の「b」繰り返しであってもなくても構わない。
『Lament for Habbie Simpson』自体は叙情的なものだったが、以降の使われ方は喜劇的・風刺的な傾向にある。バーンズ連は喜劇的な詩に適していた。
O THOU! whatever title suit thee— - (a)
Auld Hornie, Satan, Nick, or Clootie, - (a)
Wha in yon cavern grim an’ sootie, - (a)
Clos’d under hatches, - (b)
Spairges about the brunstane cootie, - (a)
To scaud poor wretches! - (b)
Hear me, auld Hangie, for a wee, - (a)
An’ let poor damned bodies be; - (a)
I’m sure sma’ pleasure it can gie, - (a)
Ev’n to a deil, - (b)
To skelp an’ scaud poor dogs like me, - (a)
An’ hear us squeel! - (b)
--ロバート・バーンズ『Address to the Deil』
W・H・オーデンがその詩『Brother, who when the sirens roar（または、A Communist to Others）』で使ったバーンズ連のヴァリエーションは、3行目と7行目が短く、押韻構成は「aabcccb」である。
Brothers, who when the sirens roar - (a)
From office, shop and factory pour - (a)
'Neath evening sky; - (b)
By cops directed to the fug - (c)
Of talkie-houses for a drug, - (c)
Or down canals to find a hug -(c)
Until you die: - (b)
さらにオーデンは、詩集『Look, Stranger! （または、On This Island）』の中の詩、たとえば『The Witnesses』や『Out on the lawn I lie in bed（または、Summer Night）』で似たような詩形を使っている。
最近では、W・N・ハーバート（W. N. Herbert）の『To a Mousse』にバーンズ連が使われている。